# أمنمحات السابع
أمنمحات السابع، أو سيدجافاكير كأي (بالإنجليزية: Sedjefakare)‏ (Sedjefakare Kay Amenemhat VII)، هو فرعون مصري من الأسرة الثالثة عشر، استدل عليه من قائمة ملوك تورينو وغيرها، بما في ذلك ست أختام أسطوانية، وموقدة لحاء واحد من ميدامود، واثنين من أختام الجعران. 
ظهر اسمه على هيئة كتابات في قبر الملكة خويت الأولى في سقارة، ويرجح ريهولت على أنه حكم من ستة إلى سبعة أعوام.